# Meister W mit dem Schlüssel

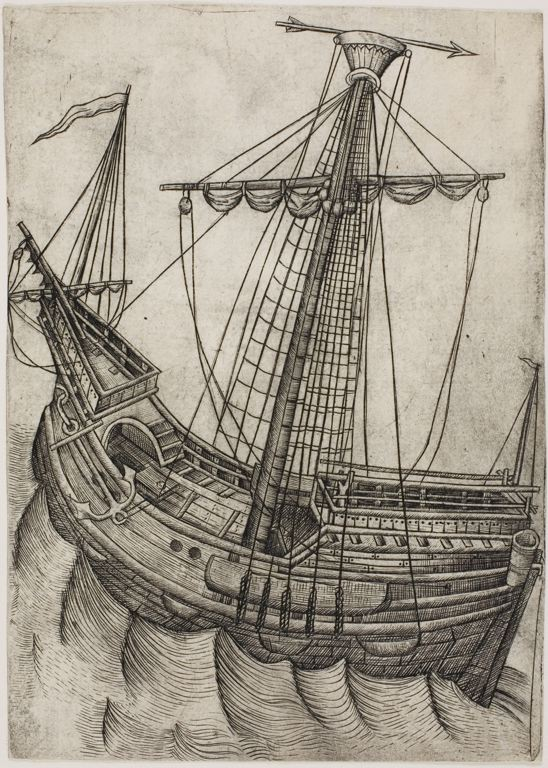
Meister W mit dem Schlüssel: Karacke auf hoher See. Kupferstich, 172 × 118 mm. Dresden, Kupferstich-Kabinett, Inv. Nr. A 150.

Der Meister mit dem Schlüssel, auch bekannt als Meister W A oder Meister mit der schlüsselförmigen Hausmarke (aktiv um 1465–1490), war ein anonymer Kupferstecher in den Niederlanden. Sein Name leitet sich von seinem Monogramm ab, das auch als überdachtes Kreuz oder Buchstabe A mit einem herabhängenden Kreuz gedeutet wurde.
Bisher wurden dem Meister 81 Arbeiten über eben dieses Signet oder Stilvergleiche zugeordnet. Auffällig ist, dass gegenüber anderen zeitgenössischen Grafiken oft gotische Architektur, Ornamente oder liturgisches Gerät dargestellt sind, die Werkstätten als Muster und Vorlagen gedient haben mögen. Ungewöhnlich sind auch die vermutlich ältesten Drucke von Schiffen, für deren Entstehung man annimmt, dass der Meister sich am Hofe Karls des Kühnen befunden und dort dessen herzogliche Flotte bildlich festgehalten habe.
Aufgrund der Nähe zum burgundischen Hof, die sich in den Flottenbildern, dem Wappenbild Karls oder den Szenen der Burgunderkriege sowie einigen Wasserzeichen äußert, nahmen Wolfgang Boerner und Max Lehrs an, dass die Werkstatt des Meisters in Brügge ansässig gewesen sei, und Ursula Mayr-Harting schlug sogar eine Identifizierung des Anonymus mit dem Brügger Goldschmied Willem van den Cruce vor. Vermehrt wurde aber auch eine Lokalisierung der Werkstatt in die östlichen Niederlande, etwa in der Grafschaft Bentheim oder Zwolle, vorgetragen.
Der unbekannte Meister beeinflusste mit seinen Arbeiten nachfolgende Kupferstecher in den Niederlanden wie etwa den Meister I. A. M. von Zwolle oder auch Israhel von Meckenem am Niederrhein. 

## Werke (Auswahl)
Viele Stiche des Meisters W mit dem Schlüssel sind unikal überliefert. Bei manchen ist der hier angegebene Standort auch einer von mehreren erhaltenen Druckexemplaren, die sich über unterschiedliche Sammlungsbestände verteilen können.
Sakrales
- Johannes der Täufer, Frankfurt, Städel Museum, Inv. Nr. 33817
- Stammbaum Mariae, Wien, Albertina Museum, 405 × 271 mm, Inv. Nr. DG1928/384
- Christus-Monogramm, gehalten von zwei Engeln, Wien, Albertina Museum, 130 × 146 mm, Inv. Nr. DG1928/385
- Salvator, Wien, Albertina Museum, 105 × 68 mm, Inv. Nr. DG1928/408
- Folge Apostel im Gehäus
  - Petrus, Frankfurt, Städel Museum, Inv. Nr. 37300
  - Andreas, Wien, Albertina Museum, Inv. Nr. DG1928/380
  - Johannes, Wien Albertina Museum, Inv. Nr. DG1928/381
  - Bartholomäus, Wien, Albertina Museum, Inv. Nr. DG1928/382
  - Jakobus Minor, Dresden, Kupferstich-Kabinett, Inv. Nr. A 1876
- Martin, Wien, Albertina Museum, 222 × 110 mm, Inv. Nr. DG1928/453

Ornamente und Dekor
- Blattornament, New York, Metropolitan Museum of Art, Inv. Nr. 29.16.1[8]
- Eichenblattornament, Cleveland, Museum of Art, Inv. Nr. 1952.100[9]

Architektur und liturgisches Gerät
- Baldachin, Wien, Albertina Museum, Inv. Nr. DG1928/387 (aus zwei Stichen zusammengesetzt)
- Baldachin, Dresden, Kupferstich-Kabinett, 130 × 69 mm, Inv. Nr. A 1872
- Monstranz, Wien, Albertina Museum, Inv. Nr. DG1928/388 (aus zwei Stichen zusammengesetzt)
- Kapelle, Wien, Albertina Museum, 395 × 185 mm, Inv. Nr. DG1928/389
- Krümme eines Bischofsstabs, Wien, Albertina Museum, 346 × 192 mm, Inv. Nr. DG1928/390
- Mantelschließe, Dresden, Kupferstich-Kabinett, 150 mm Durchmesser, Inv. Nr. A 1926-330
- Rauchfass, Berlin, Kupferstichkabinett, Inv. Nr.  96-1890
- Brunnen, Cleveland, Museum of Art, 233 × 75 mm, Inv. Nr. 1937.565
- Kapelle, Dresden, Kupferstich-Kabinett, 225 × 111 mm, Inv. Nr. A 1877
- Mantelschließe mit zwei Distelblattornamenten, Wien, Albertina Museum, 215 × 153 mm, Inv. Nr. DG1928/406
- Grund- und Aufriss eines Tabernakels, Wien, Albertina Museum, Inv. Nr. DG1928/407 (aus drei Stichen zusammengesetzt)
- Gehäuse für einen Schnitzaltar, Dresden, Kupferstich-Kabinett, 130 × 69 mm, Inv. Nr. A 1868

Schiffe

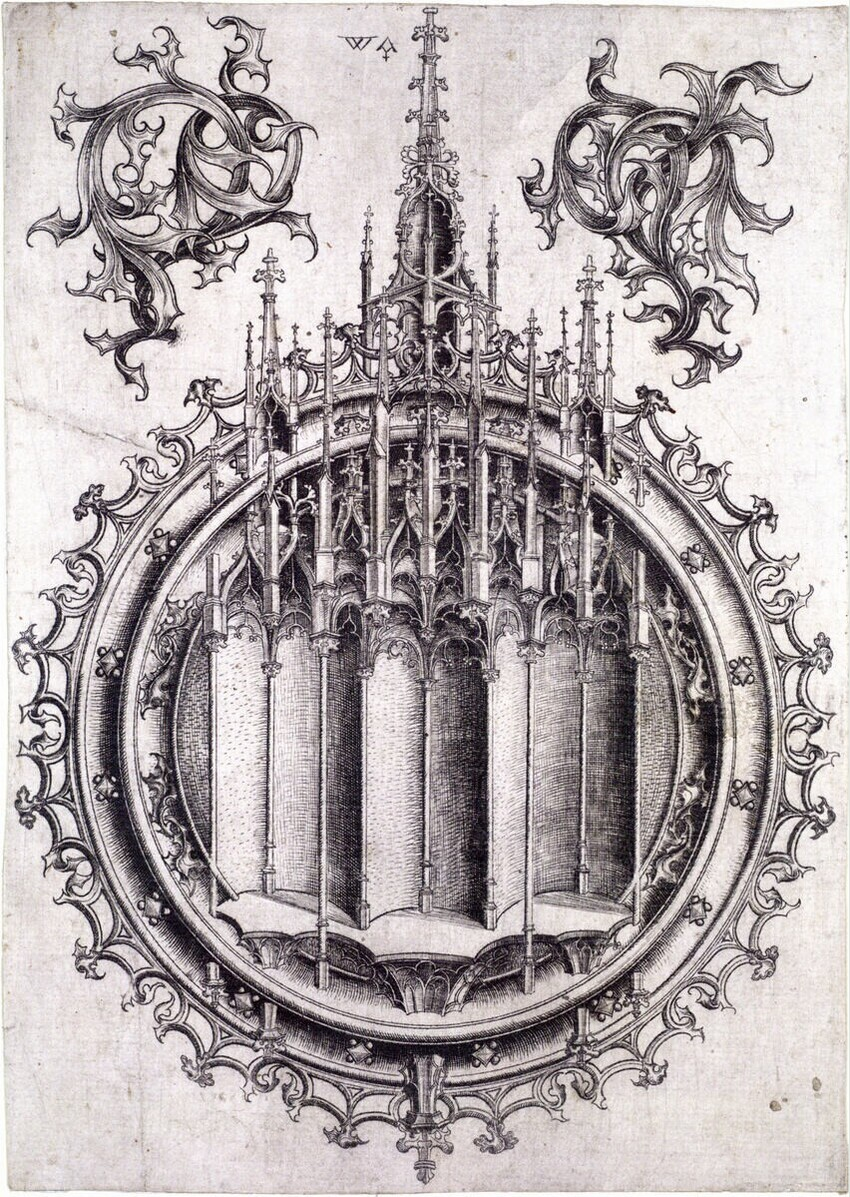
Meister W mit dem Schlüssel: Mantelschließe mit zwei Distelblattornamenten. Wien, Albertina Museum, 215 × 153 mm, Inv. Nr. DG1928/406.

- Karacke auf hoher See, Dresden, Kupferstich-Kabinett, 172 × 118 mm, Inv. Nr. A 150
- Schiff, nach rechts fahrend, Wien, Albertina Museum, 168 × 136 mm, Inv. Nr. DG1928/394
- Auf Grund gelaufenes Schiff mit gebrochenem Mast, Berlin, Kupferstichkabinett, 134 × 177 mm, Inv. Nr. 101-1891
- Schiff, nach rechts fahrend, Wien, Albertina Museum, 172 × 129 mm, Inv. Nr. DG1928/403

Militärszenen aus dem Burgunderkrieg
- Kompanie aus 19 Fußsoldaten, Wien, Albertina Museum, 87 × 148 mm, Inv. Nr. DG1928/402
- Kompanie aus 30 Soldaten, Wien, Albertina Museum, 137 × 184 mm, Inv. Nr. DG1928/397
- Waffenzelt mit burgundischem Wappen, Wien, Albertina Museum, 185 × 235 mm, Inv. Nr. DG1928/395
- Pferdestall, Wien, Albertina Museum, 120 × 190 mm, Inv. Nr. DG1928/396

Weiteres
- Drei Totenschädel, Wien Albertina Museum, 132 × 175 mm, Inv. Nr. DG1928/386
- Zwei Totenschädel, Dresden, Kupferstich-Kabinett, 78 × 100 mm, Inv. Nr. A 1926-329

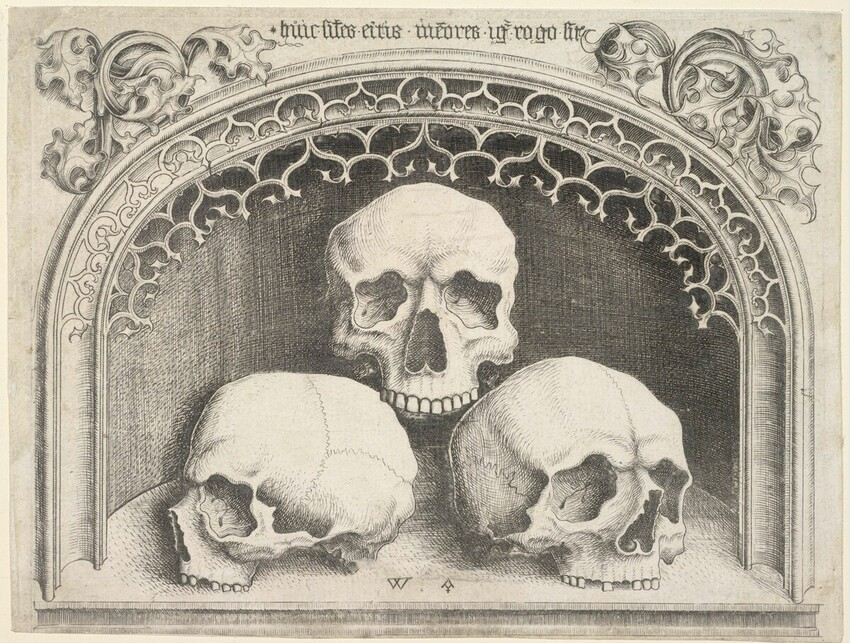
Meister W mit dem Schlüssel: Drei Totenschädel. Kupferstich, 132 × 175 mm. Wien, Albertina Museum, Inv. Nr. DG1928/386.